# Понте А Треса (Сијена)
Понте А Треса је насеље у Италији у округу Сијена, региону Тоскана.
Према процени из 2011. у насељу је живело 1353 становника. Насеље се налази на надморској висини од 172 м.